# Proanthocyanidine de type B

Procyanidine B1, une procyanidine de type B, avec une liaison 4β→8.

Les proanthocyanidines de type B (encore appelés proanthocyanidols de type B) sont un type de tanins condensés caractérisés par la présence de liaisons interflavaniques de type C-4 → C-8 ou C-4 → C-6.

## Exemples
Procyanidines de type B
Dimères : Procyanidine B1 - B2 - B3 - B4 -  B5 - B6 -  B8 -  D (ent-épicatéchine(4α→8)catéchine)

Trimères: Arecatannin B1 (épicatéchine-(4β→8)-épicatéchine-(4β→6)-catéchine) - Procyanidine C1 (épicatéchine-(4β→8)-épicatéchine-(4β→8)-épicatéchine) - Procyanidine C2 (catéchine-(4α→8)-catéchine-(4α→8)-catéchine)

Tétramères : Cinnamtannin A2
Propélargonidines de type B
Le trimère épiafzéléchine-(4β→8)-épiafzéléchine-(4β→8)-4′-O-méthyl-(−)-épigallocatéchine peut être isolé de l'écorce de Heisteria pallida.

## Conversion chimique du type B au type A
Le 2,2-diphényl 1-picrylhydrazyle (DPPH) est un radial libre permettant par exemple la conversion de la procyanidine B1 (procyanidine de type B) en la procyanidine A1 (procyanidine de type A) par réaction d'oxydation en conditions neutres.